# Casale Marittimo
Casale Marittimo là một đô thị ở tỉnh Pisa trong vùng Toscana thuộc Ý, có cự ly khoảng 70 km về phía tây nam của Florence và khoảng 50 km về phía đông nam của Pisa. Tại thời điểm ngày 31 tháng 12 năm 2004, đô thị này có dân số 1.011 người và diện tích là 14,3 km².
Casale Marittimo giáp các đô thị: Bibbona, Cecina, Guardistallo.